# Réserve de biodiversité Uapishka
La réserve de biodiversité Uapishka est l'une des 5 réserves de biodiversité de la province de Québec, au Canada. Elle est située à l'est du réservoir Manicouagan et comprend une bonne partie des monts Groulx. Elle fait aussi partie de l'aire centrale de la réserve de la biosphère de Manicouagan-Uapishka.

## Toponymie
Le nom Uapishka provient du nom innu des monts Groulx et signifie « sommets rocheux toujours enneigés » ou « plusieurs montagnes blanches ».

## Géographie
La réserve de biodiversité Uapishka est située à 325 km au nord de Baie-Comeau. Elle est accessible par la route 389 à partir de Baie-Comeau et de Fermont. La réserve couvre la partie ouest du massif des monts Groulx. Celle-ci partage ses limites avec la réserve de biodiversité projetée des Monts-Groulx, qui a été exclue de la création de la réserve dans le but de lui donner le statut de réserve écologique, un statut supérieur de protection.
La réserve est localisée sur les territoires non organisés de Rivière-Mouchalagane, Rivière-aux-Outardes et de Lac-Walker respectivement dans les MRC de Caniapiscau, Manicouagan et Sept-Rivières.
Les monts Groulx forment un massif tabulaire composé d'un long plateau élevé dont plusieurs sommets légèrement convexes excèdent 1 000 m d’altitude. L’altitude varie de 360 m sur les rives du réservoir Manicouagan à 1 104 m au sommet du mont Veyrier. Le massif des monts Groulx est le troisième massif du Québec pour sa superficie et le sixième pour l'altitude.
Les monts Groulx font partie de la province de Grenville, une division géologique du bouclier canadien. Ils sont composés de roches précambriennes qui ont été déformées lors des orogenèses labradorienne et grenvillienne. Le massif est composé en majorité de gabbro-norite, une roche mafique riche en magnésium et en fer. Le nord du massif est surtout composé d'anorthosite et l'est de gneiss et de paragneiss. La roche affleure au sommet tandis que les versants sont recouverts de dépôts de till pouvant atteindre quelques mètres d'épaisseur. Le fond des vallées est composé d'alluvions de dépôts fluviatiles et de dépôts fluvio-glaciaires sableux qui sont souvent recouverts de tourbe.
La réserve est située entièrement dans le bassin de la rivière Manicouagan. Elle sert de source aux rivières Toulnustouc, Hart Jaune et Manicouagan. Le réseau hydrographique interne de la réserve est composé d'une vingtaine de petits lacs et de ruisseaux de tête.

## Milieu naturel
La flore de la réserve a un étagement marqué. Jusqu'à l’altitude d'environ 700 m, la végétation est composée en majorité d'épinette noire (Picea mariana), de sapin baumier (Abies balsamea), auxquels se mêlent l'épinette blanche (Picea glauca), le bouleau à papier (Betula papyrifera) et le peuplier faux-tremble (Populus tremuloides). À partir de 700 m, l'épinette blanche devient plus fréquente et les feuillus disparaissent. À partir de 800 m, la forêt devient plus clairsemé avec des krummholz d'épinette et de sapin dans les zones les plus exposées. La limite des arbres se situe autour de 900 m avec au-delà une lande alpine.
Quatre espèces en péril sont situées dans la réserve : l'athyrie alpestre américaine (Athyrium distentifolium var. americanum), l'agoséride orangée (Agoseris aurantiaca), la gnaphale de Norvège (Omalotheca norvegica) et l'alchémille à glomérules (Alchemilla glomerulans). Il y a 12 écosystèmes forestiers exceptionnels dans la réserve, pour la plupart d'anciennes pessières blanches montagnardes n'ayant jamais été exploitées ou touchées par des perturbations naturelles majeures.
La faune comprend plusieurs espèces d'intérêt. Six espèces animales qui fréquentent la réserve bénéficient d'un statut de protection : le carcajou (Gulo gulo), le caribou des bois (Rangifer tarandus caribou), l'aigle royal (Aquila chrysaetos), le pygargue à tête blanche (Haliaeetus leucocephalus), le campagnol des rochers (Microtus chrotorrhinus) et la belette pygmée (Mustela nivalis). Trois autres espèces sont aussi considérées d'« intérêt patrimonial », le lagopède des saules (Lagopus lagopus), le balbuzard pêcheur (Pandion haliaetus) et la buse pattue (Buteo lagopus).

## Occupation du territoire
La réserve est recoupée par six terrains de piégeage à l'usage des innus de Pessamit et de Uashat-Maliotenam. L'obtention de statut de réserve n'a pas modifié la pratique de leurs droits et pratiques traditionnelles. Trois sentiers de randonnée pédestre permettent d'accéder au monts Groulx à partir des km 335, 365 et 350 (hiver seulement) de la route 389. Les monts Groulx sont visités annuellement par environ 500 personnes qui viennent pratiquer la randonnée pédestre, la randonnée en raquette, le télémark et l’excursion en traîneau à chien. La motoneige est limitée aux altitudes de moins de 800 m.